# Уеса-дель-Комун
Уеса-дель-Комун (ісп. Huesa del Común) — муніципалітет в Іспанії, у складі автономної спільноти Арагон, у провінції Теруель. Населення — 90 осіб (2010).
Муніципалітет розташований на відстані близько 240 км на схід від Мадрида, 75 км на північ від міста Теруель.
На території муніципалітету розташовані такі населені пункти: (дані про населення за 2010 рік)
- Уеса-дель-Комун: 87 осіб
- Руділья: 3 особи

## Демографія
Динаміка населення (INE ):